# Literatura postcolonial

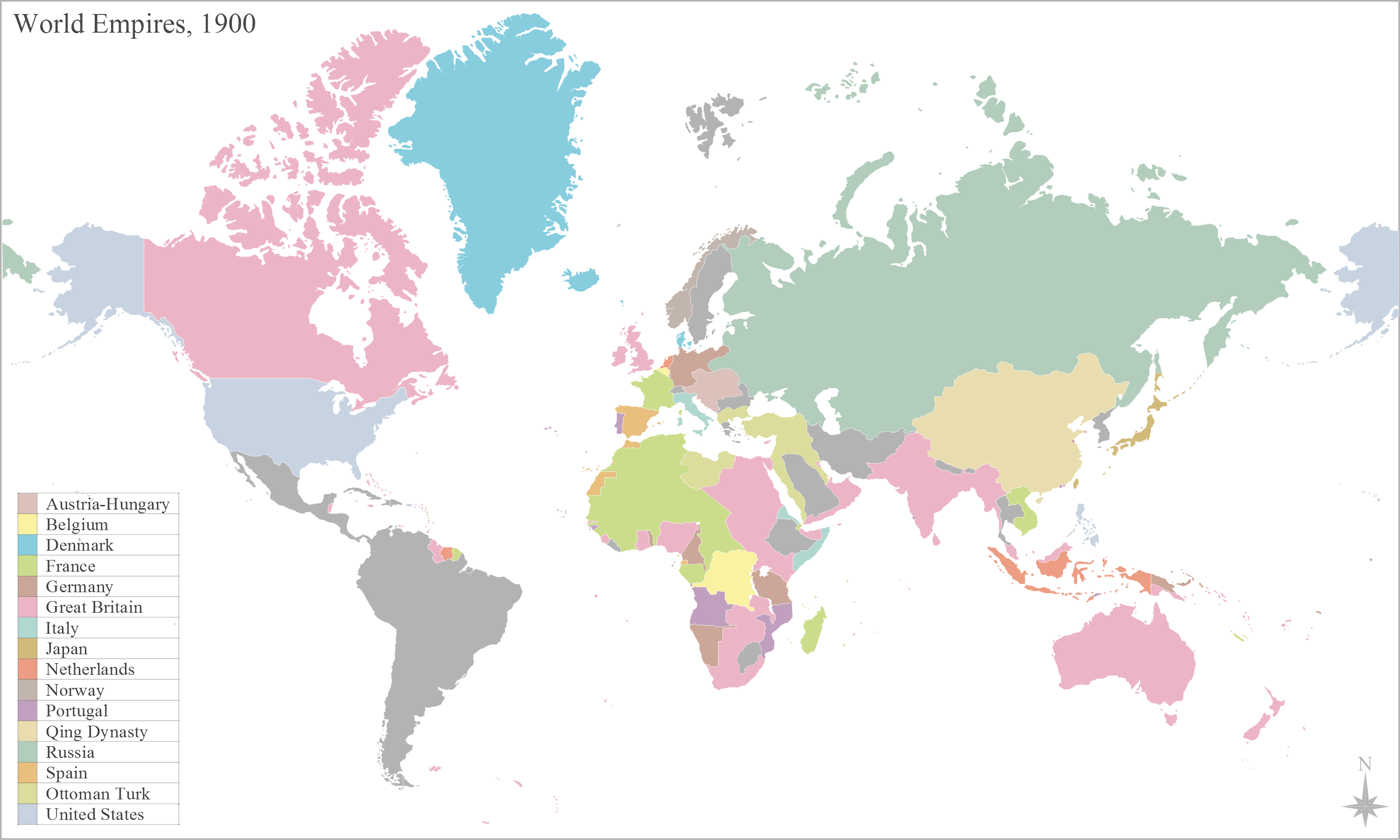
Imperialisme i colonització al 1900.

La literatura postcolonial és la literatura dels països que van ser colonitzats, principalment per països europeus. Existeix a tots els continents excepte a l'Antàrtida. La literatura postcolonial sovint aborda els problemes i les conseqüències de la descolonització d'un país, especialment les qüestions relacionades amb la independència política i cultural de persones anteriorment sotmeses, i temes com el racisme i el colonialisme. Una gran gamma de teoria literària ha evolucionat prop del tema.
La literatura migratòria i la literatura postcolonial mostren un considerable encavalcament. Tanmateix, no tota la migració té lloc a un entorn colonial, i no tota la literatura postcolonial tracta de la migració. Una qüestió de debat actual és la mida en què la teoria postcolonial també parla de literatura sobre migració en entorns no colonials.

## Enfocaments crítics

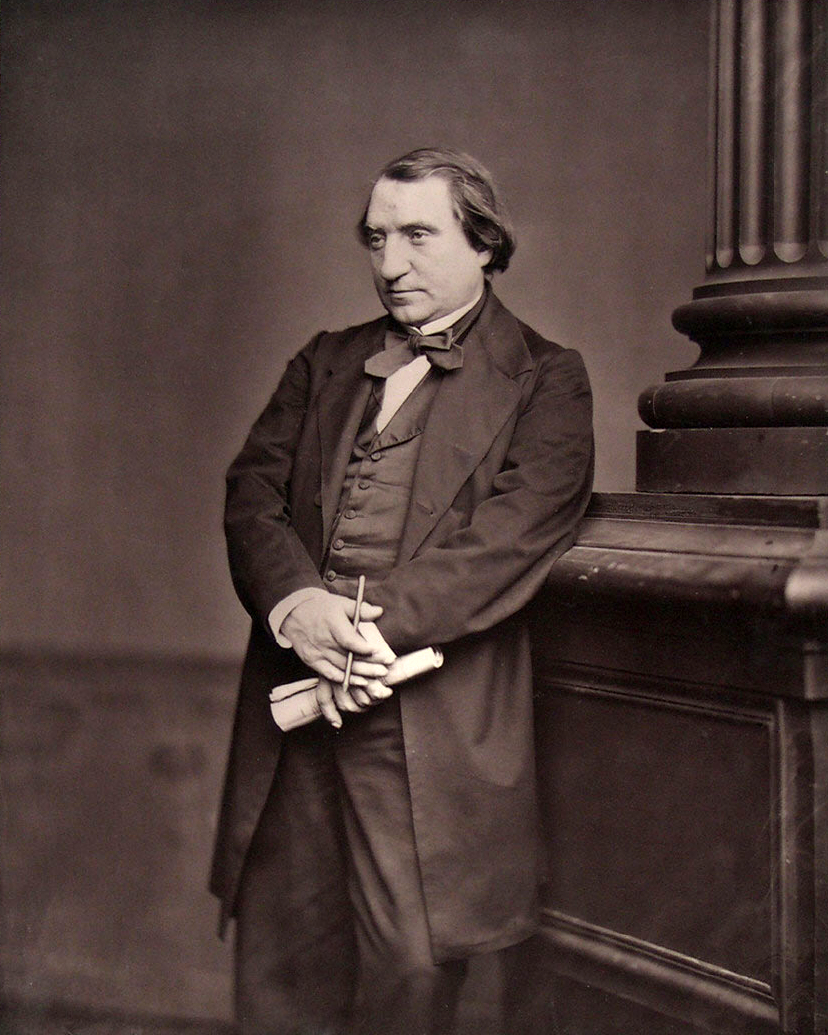
A La rééforme intellectuelle et morale (1871), l'orientalista Ernest Renan va advocar per la majordomia imperial per civilitzar als pobles no occidentals del món.

Entre els principals teòrics hi són Edward Said, Gayatri Spivak, Frantz Fanon, Ngũgĩ wa Thiong'o, Chinua Achebe, Leela Gandhi, Gareth Griffiths, Abiola Irele, John McLeod, Hamid Dabashi, Helen Tiffin, Khal Torabully i Robert Young. Un altre teòric important és el professor de la Universitat Harvard, Homi K. Bhabha, (1949 -). Ell representa una de les figures més importants en els estudis postcolonials contemporanis, i ha desenvolupat alguns dels neologismes i conceptes clau del camp, com ara l'hibridisme, el mimetisme, la diferència i l'ambivalència.
Frantz Omar Fanon (1925-1961) va ser un psiquiatre, filòsof, revolucionari i escriptor afrocaribeny d'origen de l'illa Martinica les obres del qual són influents en els camps dels estudis postcolonials, la teoria crítica i el marxisme. Com intel·lectual, Fanon era un radical polític, panafricanista i un humanista marxista preocupat per la psicopatologia de la colonització, i les conseqüències humanes, socials i culturals de la descolonització.
La teoria literària postcolonial reexamina la literatura colonial, especialment concentrant-se en el discurs social, entre el colonitzador i el colonitzat, que va formar i va produir la literatura. A l'obra Orientalism (1978), Edward Saïd va analitzar la ficció d'Honoré de Balzac, Charles Baudelaire i Lautréamont (Isidore-Lucien Ducasse), i va explorar com van ser influïts, i com van ajudar a donar forma a la fantasia social de la superioritat racial europea. Els escriptors de ficció postcolonial tracten el discurs colonial tradicional, ja sigui modificant-ho o subvertint-ho o tots dos. La «narrativa anticonquesta» torna a elaborar als habitants indígenes dels països colonitzats com a víctimes més que com a enemics dels colonitzadors. Això presenta les persones colonitzades d'una mena més humana, però s'arrisca a absoldre els colonitzadors de la responsabilitat d'abordar els efectes de la colonització en assumir que els habitants natius estaven «condemnats» al seu destí.
Mary Pratt, tanmateix, proposa una teorització completament diferent d'«anticonquesta», que es remunten a Edward Said. En lloc de referir-se a com els nadius es resisteixen a la colonització o són víctimes d'ella, Pratt analitza les literatures europees en les que un europeu narra les seves aventures i lluita per sobreviure a la terra de l'«Altre no europeu». L'anticonquesta és una funció de com el narrador es proclama responsable o agent, directe o indirecte, de la colonització i el colonialisme. Aquesta noció diferent d'anticonquesta s'usa per analitzar les formes en què el colonialisme i la colonització es legitimen, malgrat tot, a través d'entretingudes històries de supervivència i aventura. La negritud és una filosofia literària i ideològica, desenvolupada per intel·lectuals, escriptors i polítics africans francòfons a França durant la dècada de 1930. Els seus iniciadors van incloure el poeta Aimé Césaire, Léopold Sédar Senghor i Léon Gontran Damas. Els intel·lectuals de la negritud van desaprovar el colonialisme francès i van afirmar que la millor estratègia per oposar-se era encoratjar una identitat racial comuna per als africans nadius a tot el món.

### Literatura feminista postcolonial
El feminisme postcolonial és una forma de feminisme que es va desenvolupar com a resposta al fet que el feminisme semblava enfocar-se únicament en les experiències de les dones en les cultures occidentals. El feminisme postcolonial cerca informar de la forma en què el racisme i els efectes polítics, econòmics i culturals duradors del colonialisme van afectar les dones no blanques i no occidentals en el món postcolonial.

#### Anàlisi deNervous Conditions
Tsitsi Dangarembga és l'autora zimbabwesa de la novel·la postcolonial, Nervous Conditions. «Per contrast amb les influències de les feministes afroamericanes com Audre Lorde, el treball de Dangarembga interroga sobre el que significa convertir-se en una dona en general i en el context postcolonial violent». Aquesta novel·la inclou temes de gènere, emancipació de les dones i colonialisme mentre explora l'impacte d'aquests temes als personatges de la novel·la i també incita la consciència al lector de la lluita contínua de les dones postcolonials. «Dangarembga construeix la consciència feminista a través de la creixent autoconsciència del narrador i una més gran agudesa per reconèixer la hipocresia i el sexisme».
Raça (classificació d'éssers humans) és una construcció social, creada pels humans i perpetuada per les diferències que percebem entre si. Resultant en «racisme, la creença en la superioritat inherent d'una raça sobre totes les altres i, per tant, el dret a dominar. El sexisme és la creença en la superioritat inherent d'un sexe sobre l'altre i, per tant, el dret a dominar.» Aquestes diferències són la base de les persecucions de l'altra (filosofia) subordinada, la literatura és una plataforma utilitzada per un autor. A Nervous Conditions, és un mitjà per construir una consciència en el lector de l'opressió d'un poble, és un mitjà per prevenir l'amnèsia històrica d'opressió que s'oblida quan un grup de persones es considera en oposició com la raça inferior. Les dones s'expressen com doblement oprimides en Nervous Conditions que reflecteixen la realitat. Són víctimes de l'opressió dels colons i del patriarcat existent de Zimbabwe. «Nomenar el poder masculí 'patriarcat' i reconèixer les seves arrels tan esteses en la societat i la cultura van ser els principals assoliments de la segona ona del feminisme en els anys setanta i vuitanta».
Aquests nivells de separació i opressió per a les dones de color en la literatura i la realitat són oportunitats per a noves persecucions, la falta de coneixement i consciència de l'opressió dintre de la comunitat proporciona una amnèsia històrica que engendra la continuació del racisme, el sexisme i d'altres opressions. Dangarembga utilitza les experiències de Tambudzai, una jove zimbabwesa d'una família pobra per proporcionar al lector una plataforma per descobrir les disparitats de la satisfacció amb la vida d'un nen enfront d'una nena, com es descriu en aquesta novel·la. Aquestes disparitats estan distorsionades, mal nomenades i incrustades en la cultura patriarcal per assegurar el compliment del subordinat de les ideologies dominants. «La gent tenia prejudicis contra les dones educades... No sé el que les persones volen dir amb una dona despreocupad]: de vegades és algú que camina pels carrers».
Aquest prejudici contra qualsevol amenaça a l'ordre dominant, en el cas de Nervous Conditions, és l'educació i l'emancipació de les dones. L'educació anglesa i el coneixement cultural privilegiats per a Nyasha a causa de la posició del seu pare en la missió, la col·loca en una situació de ser una dona educada de tots dos mons, Zimbabwe i Anglaterra, però també un híbrid, desconnectat de tots dos. Ella es rebel·la contra les tradicions restrictives imposades pels seus pares a Zimbabwe. És conscient que incrustat el seu propi confinament i opressió cultural té obligació primer amb el seu sexe. «No és realment ell, saps? Vull dir, no realment la persona. És tot i en totes parts. Aleshores, on t'escapes? Ets només una persona i és en totes parts». En adonar-se'n i rebel·lar-se contra la profunditat del seu propi tancament–, Nyasha representa per al seu pare una dona indecent, que no es conforma i que trenca amb la tradició no només del colonialisme, sinó també del patriarcat. És sobre la dona que manté l'ordre, mantingut pels membres de la família, tant homes com dones, ja que Nyasha és castigada tant pel seu pare com per la seva mare. «Les lluites anticolonials es van apropiar de la dona amb fins simbòlics com l'epítom i l'essència de les seves cultures. Les nacions independents van continuar aquest tema i van exigir a les seves dones castedat, virtut i una submissió inflexible a la causa de la família. La família, per tant, es converteix en el blanc de continus interrogatoris d'escriptores de tot el Tercer Món».

#### Anàlisi crítica de la literatura feminista
Carolyn Martin Shaw compara la sexualitat, el feminisme i la postcolonialidad del Nervous Conditions de Tsitsi Dangarembga i She No Longer Weeps. Explora la viabilitat de la parla com una forma de poder i d'agència de les dones en aquests treballs. «Mentre que parlar pot confirmar a l'agència per la seva pròpia entonació, l'ús que fa Dangarembga de Lorde revela tant les vulnerabilitats de parlar com el seu poder. El silenci no et protegirà; però parlar, en si mateix, no repara la desigualtat de gènere».
Audre Lorde va ser una feminista, escriptora, activista i influïda sobre el feminisme negre. Adverteix que ningú no és immune al racisme, ja sigui en ser víctima d'ell o en perpetuar-ho. «Gran part de la història d'Europa occidental ens condiciona a veure les diferències humanes en una oposició simplista entre si: dominant / subordinat, bo / dolent, amunt / avall, superior / inferior... per sobreviure, aquells de nosaltres per als qui l'opressió és tan americana com el pastís de poma sempre hem hagut d'ésser observadors, per familiaritzar-nos amb el llenguatge i els costums de l'opressor, també de vegades adoptant-los com a il·lusió de protecció».
Pramod K. Nayar, autor de Postcolonialism: A Guide for the Perplexed, explora la doble opressió i els sistemes relacionats d'opressió de les dones dintre d'una societat patriarcal postcolonial. En destacar això, Nayar està «augmentant la consciència del paper de les dones en la construcció d'identitats socials, comunitàries, nacionals, la seva opressió no només pel colonialisme, sinó també pel patriarcat en les cultures natives i les seves estratègies per escapar / negociar el poder de relacions entre gèneres».
L'autora de Nervous Conditions, la novel·la semiautobiogràfica de Tsitsi Dangarembga descriu el difícil viatge d'expansió per al jove protagonista Tambudzai. Explora l'impacte del gènere i el colonialisme sobre una comunitat patriarcal postcolonial, més específicament sobre els personatges doblement oprimits de les dones de color. «L'esdeveniment de la mort del meu germà i els esdeveniments de la meva història no poden separar-se, la meva història no és, amb tot, sobre la mort, sinó sobre la meva fuga i la de Lucía; sobre la meva mare i l'atrapada de Maiguru; i sobre la rebel·lió de Nyasha».

### Tornar al moviment de l'Àfrica
Marcus Garvey (1887 - 1940), va ser un líder polític, editor, periodista, empresari i orador de Jamaica, que va ser un defensor del moviment panafricanisme, per la qual cosa va fundar l'Associació Universal de Millora del Negre. i la Lliga de Comunitats Africanes (UNIA-ACL). També va fundar Black Star Line, una línia de transport i passatgers que va promoure el retorn de la diàspora africana a les seves terres ancestrals.
Abans del segle xx, líders com Martin R. Delany o Edward Wilmot Blyden defensaven la participació de la diàspora africana als assumptes africans. Garvey va ser únic a l'avançament d'una filosofia panafricana per inspirar un moviment de masses global i l'Apoderament econòmic, centrant-se a l'Àfrica i conegut com a garveyiasme. Promogut per la UNIA com un moviment de redempció africana, el garveyisme finalment inspiraria altres, des de la Nació de l'Islam fins al moviment rastafarisme, —algunes sectes de les quals proclamen Garvey com un profeta.

## Illes del Pacífic

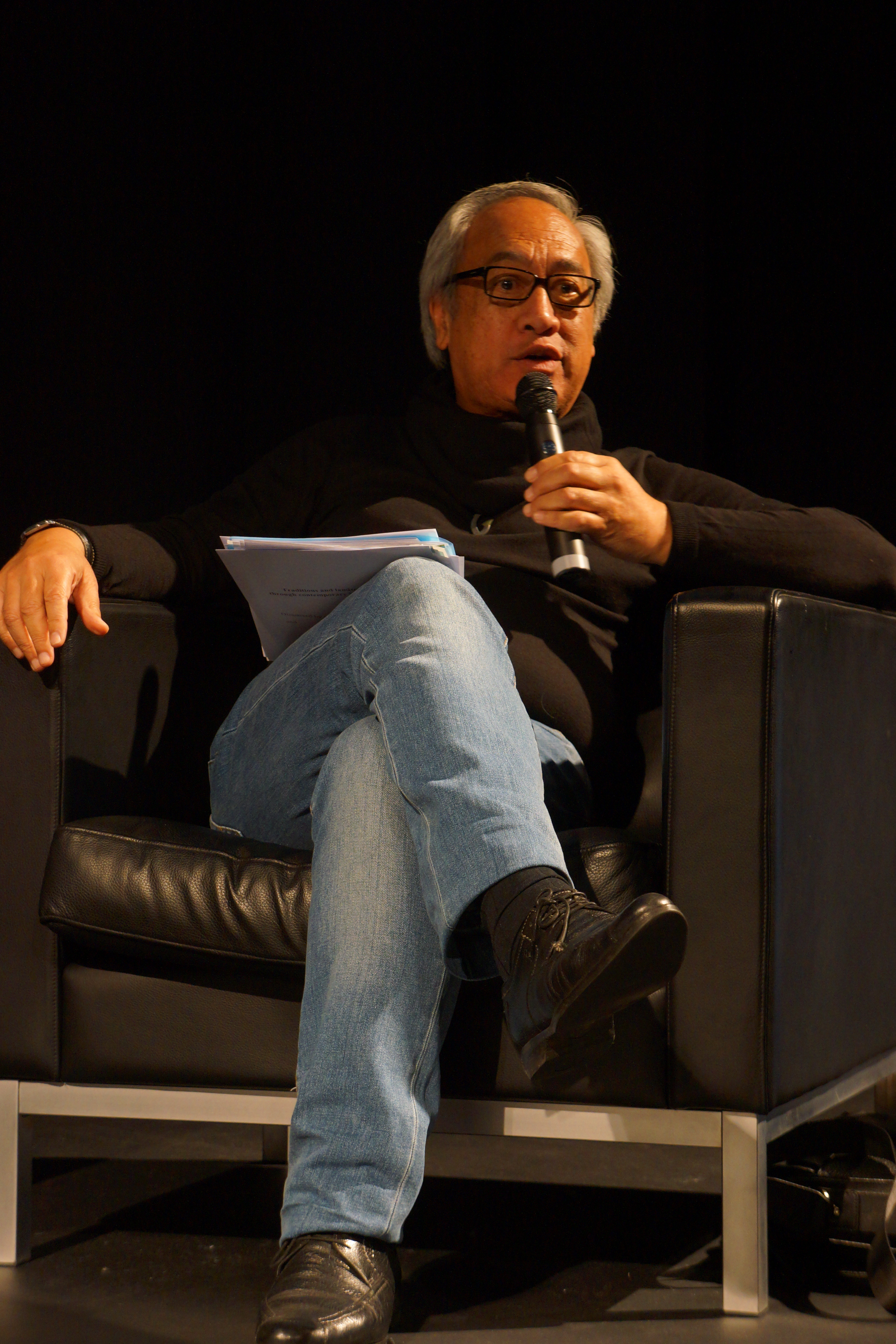
Witi Ihimaera, de Nova Zelanda, el primer novel·lista maori en ser publicat.

Les Illes del Pacífic comprenen de 20,000 a 30,000 illes a l'oceà Pacífic. Segons el context, pot referir-se a països i illes amb orígens austronesios comuns, illes una vegada o actualment colonitzades o Oceania.
Existeix un grup de joves escriptors del Pacífic que responen i parlen sobre l'experiència contemporània de les Illes del Pacífic, inclosos els escriptors Lani Wendt Young, Courtney Sina Meredith i Selina Tusitala Marsh, entre d'altres. La recuperació de la cultura, la pèrdua de cultura, la diàspora, tots els temes comuns a la literatura postcolonial, estan presents en els escriptors col·lectius del Pacífic. Els pioners dintre de la literatura inclouen Witi Ihimaera, de Nova Zelanda, el primer novel·lista maori publicat, i el poeta de Samoa Albert Wendt, dos dels autors vius més influents d'aquesta regió. Wendt viu a Nova Zelanda. Entre les seves obres està Leaves of the Banyan Tree (1979), l'autor prové de familia alemanya a través del seu besavi patern, el que es reflecteix en alguns dels seus poemes. Tanmateix, descriu la seva herència familiar com «completament samoana», encara que té un cognom alemany, però no nega explícitament la seva herència alemanya.
Una altra figura notable de la regió és Sia Figiel (1967), novel·lista, poeta i pintora samoana contemporània, la novel·la [de la qual debut Where We Once Belonged va guanyar el Premi al Millor Escriptor de la Commonwealth de 1997, el Sud-est Asiàtic i la Regió del Pacífic Sud. Sia Figiel va créixer enmig del cant i la poesia tradicional de Samoa, el que va influir molt en la seva escriptura. La més gran inspiració de Figiel a la seva carrera és el novel·lista i poeta de Samoa, Albert Wendt.

### Austràlia
En el moment de la primera colonització, els aborígens australians no havien desenvolupat un sistema d'escriptura, per la qual cosa els primers relats literaris d'aborígens provenen de les revistes dels primers exploradors europeus, que contenen descripcions del primer contacte, tant violent com amistós. Els primers estan realitzats pels exploradors holandesos i el bucaner anglès William Dampier que van escriure sobre els «nadius de New Holland» com «salvatges bàrbars», però en el temps del capità James Cook i la primera flota marina Watkin Tench (l'era de Jean-Jacques Rousseau), els relats sobre els aborígens eren més comprensius i romàntics: «es pot dir realment que aquestes persones es troben en estat pur de naturalesa, i pot semblar que alguns són els més miserables a la terra; però en realitat són molt més feliços que ... els europeus», va escriure Cook en el seu diari el 23 d'agost de 1770.
Mentre que el seu pare, James Unaipon (c.1835-1907), va contribuir als relats de la mitologia aborigen escrits pel missioner George Taplin, David Unaipon (1872-1967) va proporcionar els primers relats de la mitologia aborigen escrits per un aborigen: Legendary Tales of the Aborigines. Per això, és conegut com el primer autor aborigen. Oodgeroo Noonuccal (1920-1995) (nascuda Kath Walker) va ser una poeta, activista polític, artista i educadora australiana. Ella també va ser una defensora dels drets dels aborígens. Oodgeroo era millor coneguda per la seva poesia, i va ser la primera aborigen australiana en publicar un llibre de versos We Are Going (1964).
Molts treballs notables han estat escrits per australians no indígenes sobre temes aborígens. Eleanor Dark (1901-1985) The Timeless Land (1941) és la primera de la trilogia de novel·les de The Timeless Land sobre l'assentament europeu i l'exploració d'Austràlia. La narració explica des del punt de vista dels anglesos i aborígens. La novel·la comença amb dos homes aborígens que presencien l'arribada de la Primera Flota al port de Sydney el 26 de gener de 1788. Altres exemples inclouen els poemes de Judith Wright, The Chant of Jimmie Blacksmithde Thomas Keneally, Ilbarana de Donald Stuart, i la història de David Malouf : The Only Speaker of his Tongue.

## Àfrica

Colonialisme en 1913: les colònies africanes dels imperis europeus; i les fronteres polítiques postcolonials i contemporànies dels països descolonitzats.

Amadou Hampâté Bâ (1901-1991), escriptor i etnòleg maliense, i Ayi Kwei Armah (1939), de Ghana, autor de Two Thousand Seasons, han tractat d'establir una perspectiva africana de la seva pròpia història. Una altra novel·la africana important és Season of Migration to the North, de Tayeb Salih, del Sudan.
Doris Lessing (1919 - 2013) Zimbàbue, va publicar la seva primera novel·la The Grass is Singing el 1950, després d'emigrar a Anglaterra. Ella inicialment va escriure sobre les seves experiències africanes, aviat es va convertir en una presència dominant a l'escena literària anglesa, publicant amb freqüència durant tot el segle, i va guanyar el premi Nobel de literatura el 2007. Yvonne Vera (1964-2005) va ser una autora guardonada de Zimbàbue. Les seves novel·les són conegudes per la seva prosa poètica, el seu tema difícil i els seus personatges femenins forts, i estan fermament arrelades en el passat difícil de Zimbàbue. Tsitsi Dangarembga (1959 -) és notable autora i cineasta, la seva novel·la Nervous Conditions n'està considerada una de les dotze millors novel·les africanes mai escrites.
Ngũgĩ wa Thiong'o (1938 -) [37] és un escriptor kenyà, que anteriorment treballava en anglès i ara treballa en kikuiu. El seu treball inclou novel·les, obres de teatre, contes i assaigs, que van des de la crítica literària i social a la literatura infantil. Él es el fundador y editor de la revista Mũtĩiri en idioma kikuiu a partir del 1992. És un dels noms més habituals entre possibles candidats al Premi Nobel de Literatura tots els anys des del 2009.
Bat Besong (1954 - 2007) va ser un dramaturg, poeta i crític camerunès, descrit per Pierre Fandio com "un dels escriptors més representatius i regulars del que podria denominar-se la segona generació de la literatura emergent camerunesa en anglès».

### Nigèria
L'autor nigerià Chinua Achebe (1930 - 13) va guanyar l'atenció de tot el món per Things Fall Apart a la fi de la dècada de 1950. Achebe va escriure les seves novel·les en anglès i va defensar l'ús de l'anglès, un «llenguatge de colonitzadors», en la literatura africana. Al 1975, la seva conferència An Image of Africa: Racism in Conrad's "Heart of Darkness de Conrad va presentar una famosa crítica de Joseph Conrad com «un racista complet».Un cap d'Igbo titulat a ell mateix, les novel·les d'Achebe se centren en les tradicions de la societat Igbo, l'efecte de les influències cristianes i el xoc dels valors africans occidentals i tradicionals durant i després de l'època colonial. El seu estil es basa sobre manera en la tradició oral Igbo, i s'adiu la narració directa amb representacions d'històries populars, proverbis i oratòria. També va publicar una sèrie de contes, llibres per a nens i col·leccions d'assaigs.

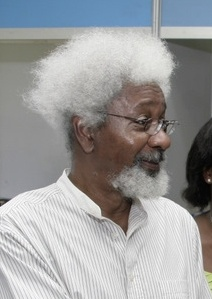
Wole Soyinka, Nigèrialaureat amb el Premi Nobel de Literatura de 1986.

Wole Soyinka (1934 -) és un dramaturg i poeta, que va rebre el Premi Nobel de Literatura de 1986, el primer africà en ser honrat en aquesta categoria. Soyinka va néixer en una família de Iorubes a Abeokuta. Després d'estudiar a Nigèria i Gran Bretanya, va treballar en el Royal Court Theatre de Londres. Va continuar escrivint obres de teatre que es van produir en tots dos països, en teatres i en la ràdio. Va prendre un paper actiu en la història política de Nigèria i la seva lluita per la independència de Gran Bretanya. Al 1965, va confiscar l'estudi del Western Nigèria Broadcasting Service i va transmetre una demanda per a la cancel·lació de les Eleccions Regionals de Nigèria Occidental. Al 1967 durant la Guerra Civil de Nigèria, va ser arrestat pel govern federal del general Yakubu Gowon i posat en confinament solitari durant dos anys.
Soyinka ha estat un fort crític de successius governs nigerians, especialment dels nombrosos dictadors militars del país, així com d'altres tiranies polítiques, inclòs el règim de Robert Mugabe a Zimbabwe. Gran part de la seva escriptura s'ha centrat en «la bota opressiva i la irrellevància del color del peu que la porta».
Chimamanda Ngozi Adichie (1977) és novel·lista, escriptora de no ficció i de contes curts. Adichie ha estat nomenada «la més important» d'una «processó de joves aclamats autors de parla anglesa [que] està tenint èxit a l'acumulació d'una nova generació de lectors a la literatura africana».
Buchi Emecheta (1944 - 2017) és una novel·lista nigeriana radicada en Gran Bretanya que ha publicat més de 20 llibres, inclosos Second-Class Citizen (1974), The Bride Price (1976), aThe Slave Girl (1977) i The Joy of Motherhood (1979) Els seus temes d'esclavitud infantil, maternitat, independència femenina i llibertat a través de l'educació l' han valgut considerables aclamacions i honors de la crítica, inclosa un Orde de l'Imperi Britànic.

### Sud-àfrica[calcitació]
Elleke Boehmer escriu: «El nacionalisme, com el patriarcat, afavoreix la soltería: una identitat, un patró de creixement, un naixement i sang per a tots ... [i] promoverà específicament unitaries formes de consciència». El primer problema a què s'enfronta qualsevol estudiant de literatura sudafricana és la diversitat dels sistemes literaris. Gerrit Olivier assenyala: «Si bé no és estrany escoltar els acadèmics i polítics sobre una “literatura sudafricana”, la situació a nivell del sòl es caracteritza per la diversitat i fins i tot la fragmentació». Robert Mossman agrega: «un dels legats més perdurables i més tristos del sistema de l'apartheid pot ser que ningú -blanc, negre, colorejat, (que significa barreja de raça en Sud-àfrica) o asiàtic— pot parlar alguna vegada com problema «sud-africà». Tanmateix, és anterior a l'apartheid de manera significativa, ja que Sud-àfrica és un país format per les comunitats que han estat sempre lingüísticament i culturalment diverses. Totes aquestes cultures han conservat l'autonomia, en certa manera, el que fa una recopilació difícil, com les controvertides Southern African Literatures per Michael Chapman. Aquest autor planteja la pregunta: 
| « | Pot dir-se que el llenguatge, la cultura o la història tenen autoritat a Sud-àfrica quan la fi de l'apartheid ha plantejat preguntes desafiadores sobre el que és ésser sud-africà, el que és viure en una nova Sud-àfrica, si Sud-àfrica és una nació i, en aquest cas, quin és el seu mite, què ha d'oblidar-se'n i què recordar, mentre recorrem el passat per comprendre el present i cercar un camí cap a un futur desconegut. | » |

Sud-àfrica té onze llengües nacionals: afrikaans, anglès, zulu, xhosa, sesotho, pedi, tswana, tshivenda, swati, tsonga i ndebele. Qualsevol història literària definitiva de Sud-àfrica hauria de, podria argumentar-se, discutir-se o ser produïda a les onze llengües. Però l'única literatura que ha adoptat característiques que es pot dir que és «nacional» és l'afrikaans. Olivier argumenta: «De totes les literatures a Sud-àfrica, la literatura afrikaans ha estat l'única que s'ha convertit en literatura nacional en el sentit que va desenvolupar una imatge clara de si mateixa com una entitat separada, i que mitjançant la consolidació institucional a través de l'ensenyament, distribució, d'una cultura de revisió, revistes, etc. podria assegurar la continuació d'aquest concepte».
En cas contrari, el perill és emfasitzar un sistema literari a compte d'un altre, i la majoria de les vegades, el beneficiari és l'anglès, i s'ignoren les llengües africanes. La distinció literatura «negra» i «blanca» és a més a més un romanent del colonialisme que hauria de ser reemplaçat per distincions entre sistemes literaris basats en l'afiliació lingüística més que en la raça. Els primers textos produïts per autors negres sovint s'inspiraven en els missioners i freqüentment tractaven la història africana, en particular la història de reis com a Shaka. L'escriptura sud-africana moderna en les llengües africanes tendeix a escriure de manera realista, a proporcionar un mirall a la societat, i descriu els conflictes entre entorns rurals i urbans, entre normes tradicionals i modernes, conflictes racials i, més recentment, el problema de la SIDA. Són notables escriptors sud-africans en anglès: Nadine Gordimer, John Maxwell Coetzee i Wilbur Smith. André Brink ha escrit tant en afrikaans com en anglès, mentre que Breyten Breytenbach escriu principalment en afrikaans, encara que molts dels seus treballs han estat traduïts a l'anglès. Dalene Matthee (1938 - 2005) és una altra escriptora en afrikaans, coneguda per les seves quatre novel·les, escrites en i prop dels boscos Knysna-Amatole, incloent Fiela es Kind (1985). Els seus llibres han estat traduïts a catorze idiomes, inclosos anglès, francès i alemany, i s'han venut més d'un milió de còpies a tot el món.

## Les Amèriques

### Antilles
Una novel·la exemplar postcolonial és Wide Sargasso Sea (1966) de Jean Rhys (1890 - 1979), una novel·lista de mitjan segle XX que va néixer i va créixer en l'illa caribenya de Dominica, encara que residia principalment a Anglaterra des dels 16 anys. Aquesta novel·la està basada en Jane Eyre (1847), de Charlotte Brontë, narrada des de la perspectiva d'una protagonista subalterna, Antoinette Conway. És la història d'Antoinette Cosway, una hereva criolla blanca, des del moment de la seva joventut a Jamaica, al seu infeliç matrimoni amb un cert cavaller anglès, que mai no és nomenat per l'autor. Li canvia el nom a una Bertha prosaica, la declara boja, i requereix que es mudi a Anglaterra. Atrapada en una societat patriarcal opressiva en la que no pertany ni als europeus blancs ni als jamaicans negres, Cosway és la versió de Rhys de la diabòlica «boja a l'àtic» de Brontë. Com succeeix amb moltes obres postcolonials, la novel·la aborda els temes de la desigualtat racial i la duresa del desplaçament i l'assimilació. També s'ocupa de les relacions de poder entre homes i dones.

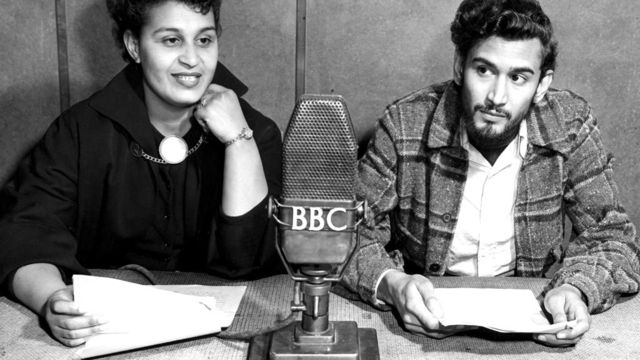
L'actriu Pauline Henriques i l'escritor Samuel Selvon llegint una història en la BBC "Caribbean Voices" el 1952.

El terme «Índies Occidentals» va començar a tenir una àmplia vigència en la dècada de 1950, quan escriptors com a Samuel Selvon, John Hearne, Edgar Mittelholzer, V. S. Naipaul i George Lamming van començar a publicar-se a Gran Bretanya. El programa de ràdio de la BBC Caribbean Voices, que va presentar històries i poemes escrits per autors antillans, va gravar a Londres sota la direcció del productor Henry Swanzy, el sentit d'una literatura única en desenvolupament en les illes que va ser transmès de tornada a les illes. Revistes com Kyk-Over-Al a Guyana, Bim a Barbados i Focus a Jamaica, van publicar treballs d'escriptors de tota la regió, i també van promoure vincles ajudant a crear una audiència.

### Estats Units
El estatunidenc David Henry Hwang en la seva obra M. Butterfly aborda la perspectiva occidental a la Xina i els francesos, així com les perspectives d'Amèrica a Vietnam durant la guerra de Vietnam. Es va inspirar per l'òpera Madama Butterfly de Giacomo Puccini.
Maxine Hong Kingston (1940-) és una autora dels Estats Units que ha escrit tres novel·les i diverses obres de no ficció sobre les experiències dels immigrants xinesos que viuen als Estats Units. Kingston ha rebut crítiques significatives per reforçar els estereotips racistes en el seu treball i per ficcionalitzar històries xineses tradicionals per apel·lar a les percepcions occidentals del poble xinès. També ha rebut crítiques d'erudites asiàtiques per la seva «exageració excessiva de l'opressió femenina asiàticoamericana».
Giannina Braschi (1953-) é uma autora porto-riquenha. Ela escreve em espanhol, "spanglish" e inglês para expressar a jornada cultural de milhões de imigrantes hispânicos nos EUA e para retratar as três opções do seu país de origem, Porto Rico: nação, colônia ou Estado soberano. "Estados Unidos de Banana" (uma colagem que envolve metaficção, poesia, e teatro) é um romance pós-colonial humorístico sobre a libertação de Porto Rico dos Estados Unidos. Hamlet e Zaratustra libertam Segismund da masmorra sob o Estátua da Liberdade.
Bharati Mukherjee, encara que té ascendència de les Índies Orientals, ha deixat constància que es considera una escriptora estatunidenca i no una exiliada índia. En una entrevista de 1989 amb Amanda Meer, Mukherjee va dir: «Em considero completament una escriptora dels Estats Units, i aquesta ha estat la meva gran batalla: adonar-me'n que les meves arrels com a escriptora ja no estan, si és que alguna vegada hi van ser, entre els escriptors indis, però que estic narrant sobre el tema dels sentiments, d'un nou tipus de pioner aquí a Amèrica. Sóc la primera entre els immigrants asiàtics en fer aquesta distinció entre escriptura d'immigrants i escriptura d'exiliats. La majoria dels escriptors indis anteriors a això, encara s'han considerat indis, i la seva inspiració literària ha vingut de l'Índia. Mentre que jo dic, aquestes són arrels meravelloses, però ara les meves arrels són aquí i les meves emocions són aquí a l'Amèrica del Nord.»
Jhumpa Lahiri (1967 -) és una autora indo -estaunidenca. La primera col·lecció de contes de Lahiri, Interpreter of Maladies (1999) va guanyar el Premi Pulitzer 2000 de Ficció, i la seva primera novel·la, The Namesake (2003), va ser adaptada a la popular pel·lícula del mateix nom.

#### Literatura afroamericana
Al llarg de la història dels Estats Units, els afroamericans han estat discriminats i subjectes a actituds racistes. Aquesta experiència va inspirar alguns escriptors negres, si més no durant primers anys de la literatura afroamericana, a demostrar que eren iguals als autors europeo-americans. Com va dir Henry Louis Gates, Jr., "«és just descriure el subtext de la història de les lletres negres com aquest impuls de refutar l'afirmació que, com els negres no tenien tradicions escrites, eren portadors d'una cultura inferior»".
En rebutjar les afirmacions de la cultura dominant, els escriptors afroamericans també intentaven subvertir les tradicions literàries i de poder dels Estats Units. Alguns estudiosos afirmen que l'escriptura s'ha vist tradicionalment com «alguna cosa definida per la cultura dominant com una activitat masculina blanca». Això significa que, en la societat dels Estats Units, l'acceptació literària ha estat tradicionalment lligada íntimament amb la mateixa dinàmica de poder que va perpetrar mals com la discriminació racial. Manllevant i incorporant les tradicions orals no escrites i la vida popular de la diàspora africana, la literatura afroamericana va trencar "la mística de la connexió entre l'autoritat literària i el poder patriarcal». En produir la seva pròpia literatura, els afroamericans van poder establir les seves pròpies tradicions literàries mancades del filtre intel·lectual blanc. Aquesta visió de la literatura afroamericana com una eina en la lluita per l'alliberació política i cultural dels negres s'ha manifestat durant dècades, potser la més famosa la de l'activista William Edward Burghardt Du Bois.

#### Renaixement natiu americà
Native American Renaissance és el títol d'un llibre i d'un concepte encunyat originàriament pel crític Kenneth Lincoln per categoritzar l'augment significatiu en la producció d'obres literàries pels amerindis dels Estats Units cap a la fi de la dècada de 1960 en endavant. A. Robert Lee i Alan Velie assenyalen que el títol del llibre «ràpidament va guanyar vigència com un terme per descriure l'eflorescència de les obres literàries que van continuar a la publicació de la House made of dawn  de Scott Momaday el 1968». La novel·la de Momaday va obtenir l'aclamació de la crítica, inclòs el Premi Pulitzer de ficció eñ 1969.

### Canadà
L'escriptora canadenca Margaret Atwood és una escriptora postcolonial que va tractar temes de recerca d'identitat a través del seu estil d'escriptura gòtica del sud d'Ontario.
El canadenc Michael Ondaatje, és un autor aclamat internacionalment amb arrels de Sri Lanka, que ha explorat en treballs com Running in the Family (1983) i The Cat's Table (2011).
Cyril Dabydeen (1945 -) és un escriptor nascut a Guyana, canadenc d'ascendència índia. Va créixer en una plantació de canya de sucre amb el sentit del contracte indi arrelat en el seu passat familiar.

## L'Àsia occidental: L'Orient Mitjà
Les figures principals són Naguib Mahfouz, el novel·lista egipci, i Edward Said, un eminent erudit palestí que ha escrit especialment sobre el tema de l'orientalisme. Segons el treball de Said Orient és un terme construït com l'ombra inferior de l'Occident civilitzat i poderós. La seva suposada inferioritat s'explica en termes racials. La Revolució egípcia de 1919, contra el domini britànic a Egipte i el Sudan, va tenir un fort efecte en Mahfouz, encara que en aquest moment tenia només set anys. Des de la finestra, sovint veia soldats britànics disparant contra els manifestants, homes i dones. «Es podria dir […] que l'única cosa que va sacsejar la seguretat de la meva infància va ser la revolució de 1919», va dir més tard.

## l'Àsia de l'Est

### Filipines
La literatura filipina inclou les llegendes de la prehistòria i el llegat colonial de les Filipines. La literatura filipina prehispànica de fet era una epopeia transmesa de generació en generació originàriament a través de la tradició oral. Tanmateix, les famílies adinerades, especialment a Mindanao, van poder desar còpies transcrites d'aquestes epopeies com a relíquies familiars. Un d'aquests poemes èpics va ser el Darangen, èpica dels maranaos del llac Lanao. La majoria de les epopeies van ser conegudes durant l'era espanyola.
La major part de la literatura notable de les Filipines es va escriure durant el període espanyol i la primera meitat del segle XX en la llengua castellà. La literatura filipina està escrita en espanyol, anglès o qualsevol llengua indígena filipina.

### Singapur
Bonny Hicks (1968 - 1997) va ser un model i escriptor eurasiàtic de Singapur. Després d'obtenir la fama com a model, va guanyar reconeixement per les seves contribucions a la literatura postcolonial de Singapur i per la filosofia antròpica transmesa en les seves obres. El seu primer llibre, Excuse Me, Are You A Model?, és reconegut] com una fita important en la història literària i cultural de Singapur.

### L'Índia
Una de les qüestions clau és la superioritat / inferioritat de l'escriptura índia en anglès en comparació amb la producció literària als diversos idiomes de l'Índia. Els conceptes polars clau presentats en aquest context són superficials / autèntics, imitatius / creatius, superficials / profunds, crítics / acrítics o elitistes / parroquials.
Les opinions de Salman Rushdie i Amit Chaudhuri expressen a través dels seus llibres The Vintage Book of Indian Writing i The Picador Book of Modern Indian Literature respectivament subsumir l'essència aquesta batalla. La declaració de Rushdie en el seu llibre - «La irònica proposta que la millor escriptura de l'Índia des de la independència va poder haver estat feta al llenguatge dels imperialistes morts és massa per a alguns», va crear molt de ressentiment entre molts escriptors, inclosos els escriptors d'anglès. En el seu llibre, Amit Chaudhuri pregunta: «Pot ésser cert que l'escriptura índia, aquesta entitat infinitament rica, complexa i problemàtica, ha de ser representada per un grapat d'escriptors que escriuen en anglès, que viuen a Anglaterra o a Amèrica i de qui un podria dir que s'han conegut en una festa?» Chaudhuri sent que després de Rushdie, l'escriptura índia en anglès va començar a emprar el realisme màgic, la ganduleria, la narrativa no lineal i el llenguatge híbrid per sustentar temes com a microcosmos de l'Índia i suposadament reflectint les condicions índies. Ell contrasta això amb les obres d'escriptors anteriors com R.K. Narayan, on l'ús de l'anglès és pur, però el desxiframent del significat necessita familiaritat cultural. També sent que la indianidat és un tema construït només a IWE i no s'articula en les literatures vernacles. Agrega a més a més que «la novel·la postcolonial es converteix en un trop per a una hibridació ideal per la qual Occident celebra no tant la indianidat, qualsevol que sigui aquesta cosa infinitament complexa, sinó la seva pròpia recerca històrica, la seva reinterpretació de si mateixa». Alguns d'aquests arguments formen una part integral del que es diu teoria postcolonial.
The Hungry Generation va ser un moviment literari en llengua bengalí llançat per la qual cosa avui es coneix com a «Quartet Hungryalist», és a dir, Shakti Chattopadhyay, Roy Roy Choudhury, Samir Roychoudhury i Debi Roy durant la dècada de 1960 a Calcuta. A causa de la seva participació en aquest moviment cultural d'avantguarda, els líders van perdre els seus treballs i van ser empresonats pel govern en funcions. Van desafiar les idees contemporànies sobre la literatura i van contribuir de manera significativa a l'evolució del llenguatge utilitzat pels artistes contemporanis per expressar els seus sentiments en la literatura i la pintura.

## Europa

### Gran Bretanya
Les novel·les de James Gordon Farrell són textos importants sobre el col·lapse de l'Imperi Britànic. Troubles, es desenvolupa durant la Guerra angloirlandesa (1919-1921), i és el primer lliurament del "Empire Trilogy" de Farrell, precedint The Siege of Krishnapur i The Singapore Grip, tot escrit durant la dècada de 1970. Encara que hi ha temes similars dintre de les tres novel·les —sobre tot la de l'Imperi Britànic—, no formen una seqüència de narració. El setge de Krishnapurn es va inspirar en esdeveniments com els de l'Assetjament de Cawnpore (Kanpur) i Lucknow, i detalla el lloc d'una ciutat índia fictícia, Krishnapur, durant la rebel·lió índia de 1857 des de la perspectiva dels residents britànics. The Singapore Grip és un llibre satíric sobre els esdeveniments posteriors a l'entrada del Japó a la Segona Guerra Mundial i l'ocupació de Singapur. La història se centra en una família britànica que controla una de les principals companyies comercials de la colònia.
El novel·lista Edward Morgan Forster en A Passage to India (1924) pren com tema la relació entre l'est i l'oest, vista través de la lupa de l'Índia en els últims dies del Raj britànic. Forster connecta les relacions personals amb la política del colonialisme a través de la història de l'anglesa Adela Quested, l'indi Dr. Aziz, i la qüestió de què va succeir o no entre ells a les Coves de Marabar.
El Raj Quartet, una seqüència de novel·les en quatre volums, escrita per Paul Scott, també tracta el tema dels britànics a l'Índia, en aquest cas els últims anys del Raj britànic a l'Índia. La sèrie va ser escrita durant el període 1965-75. The Times ho va anomenar «una de les fites més importants de la ficció de postguerra». El Raj Quartet es desenvolupa en un context tumultuós per als soldats i civils britànics destacats a l'Índia que tenen el deure d'administrar aquesta part de l'Imperi Britànic. Un tema recurrent és la certesa moral de la generació anterior per contrast amb l'anomia de la més jove. Un altre és el racisme al qual això porta. Per justificar el racisme i combatre aquest perill d'anomia i desintegració, els personatges britànics es van deixar «atrapar per codis i principis que eren en part per mantenir les seves pròpies temors i dubtes a ratlla».

### Gal·les
La totalitat de Gal·les va ser annexionat per Anglaterra i incorporat dins del dret d'Anglaterra sota les Lleis dels Hecchos de Gal·les 1535-1542. El distintiu polític gal·lès es va desenvolupar en el segle xix, i el sentiment nacional gal·lès va créixer durant el segle xx. El partit nacionalista gal·lès, Plaid Cymru, es va formar el 1925 i el grup Cymdeithas yr Iaith el 1962.
Saunders Lewis (1893 - 1985), el notable poeta, novel·lista, dramaturg i nacionalista de la llengua gal·lès, va rebutjar la possibilitat de la literatura anglo-gal·lesa, a causa del seu ús de l'anglès, la llengua dels colonialistes britànics, afirmant que «la literatura que la gent anomenada Anglo-Welsh era indistingible de la literatura anglesa».
L'actitud de la generació de postguerra dels escriptors gal·lesos en anglès cap a Gal·les difereix de la generació anterior, en què simpatitzaven més amb el nacionalisme gal·lès i la llengua gal·lès. El canvi pot estar relacionat amb el fervor nacionalista generat per Saunders Lewis i la crema de l'Escola de Bombardeig a la Península de Llŷn el 1936, junt amb una sensació de crisi generada per la Segona Guerra Mundial. En poesia, R. S. Thomas (1913-2000) va ser la figura més important durant la segona meitat del segle xx, començant amb The Stones of the Field en 1946 i concloent amb No Truce with the Furies (1995). Mentre que «no va aprendre l'idioma gal·lès fins que tenia 30 anys, va escriure tots els seus poemes en anglès», volia que la llengua gal·lès es convertís en el primer idioma de Gal·les i se suprimís la política oficial de bilingüisme. Va escriure la seva autobiografia en gal·lès, però va dir que mancava de la comprensió necessària del llenguatge per emprar-ho en els seus poemes. Encara que era un sacerdot anglicà, era un fervent nacionalista i va defensar l'acció no violenta contra els propietaris de cases de vacances a Gal·les. Com a admirador de Saunders Lewis, R. S. Thomas va defensar la seva necessitat d'usar l'anglès: «Ja que a Gal·les hi ha una llengua materna que continua florint, un gal·lès adequat només pot mirar l'anglès com un mitjà per revifar l'interès a l'idioma gal·lès, i guiant les persones de tornada a la llengua materna».
Amb la creació de l'Assemblea Nacional de Gal·les, sota la Llei de Govern de Gal·les de 1998, Gal·les ara té més autonomia local del govern central a Anglaterra. La Llei de l'idioma gal·lès de 1993 i la Llei del Govern de Gal·les de 1998 estableixen que els idiomes anglès i gal·lès es tractaran sobre la igualtat. L'anglès és parlat per quasi totes les persones a Gal·les i és la llengua principal de facto. El nord i l'oest de Gal·les conserven moltes àrees on la majoria de la població parla el gal·lès com primer idioma, i l'anglès com segona llengua. El cens de 2011 va mostrar que 562,016 persones, el 19.0% de la població gal·lesa, podien parlar en gal·lès.

### Irlanda

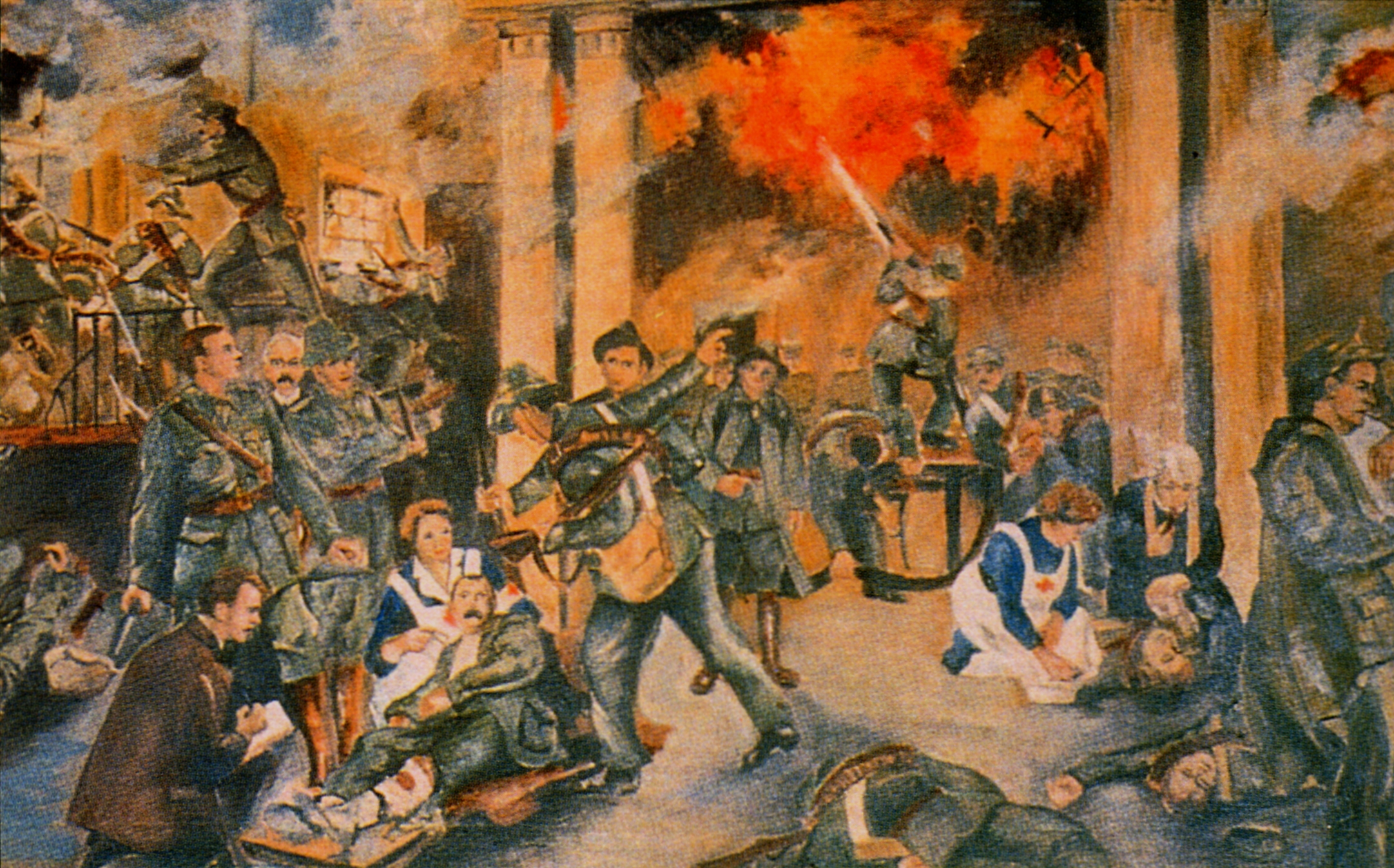
Naixement de la República d'Irlanda de Walter Paget, que representa Oficina General de Correus (GPO) de Dublín bombardejada durant l'Aixecament per Pasqua de 1916.

La llengua anglesa es va introduir a Irlanda en el segle xiii, després de la invasió normanda d'Irlanda. Tanmateix, la llengua anglesa no es va estendre sobre tota l'illa fins a la conquesta dels Tudor dels segles xvii i XVII, que va conduir la colonització per part de Gran Bretanya. A la dècada de 1690, un sistema de govern protestant anglès va ser dissenyat per perjudicar materialment la majoria catòlica i els dissidents protestants, i es va estendre durant el segle xviii. L'idioma irlandès, tanmateix, va continuar sent la llengua dominant de la literatura irlandesa fins al segle xix, malgrat un lent declivi que va començar en el segle xvii amb l'expansió del poder anglès.
El segle xvii va veure l'enduriment del control dels anglesos sobre Irlanda i la supressió de l'aristocràcia tradicional. Això va significar que la classe literària va perdre els seus patrocinadors, ja que la nova noblesa parlava anglès amb poca simpatia per la cultura més antiga. Els elaborats mesuradors clàssics van perdre el seu domini i van ser reemplaçats en gran part per formes més populars. Aquesta va ser una era de tensió social i política, expressada pel poeta Dáibhí o Bruadair i els autors anònims de Pairliment Chloinne Tomáis, una sàtira en prosa sobre les aspiracions de les classes baixes.
Les conseqüències d'aquests canvis es van veure al seegle XVIII. La poesia continuava sent el medi literari dominant i els seus practicants eren erudits pobres, sovint educats en els clàssics en les escoles locals i mestres d'escola d'ofici. Aquests escriptors van produir treballs polits en mesura popular per a una audiència local. Aquest va ser particularment el cas a Munster, al sud-oest d'Irlanda, i noms més notables van incloure Eoghan Rua o Súilleabháin i Aogán o Rathaille de la regió Sliabh Luachra. Encara es trobava un cert nombre de patrocinadors locals, fins i tot a començaments del segle xix, especialment entre les poques famílies supervivents de l'aristocràcia gaèlica. A la primera meitat del segle xviii, Dublín va ser la llar d'un cercle literari en llengua irlandesa connectat amb la família o Neachtain (Naughton), un grup amb àmplies connexions continentals.